# Nonstop (EP)
Nonstop es el séptimo extended play del grupo de chicas surcoreanas Oh My Girl. Fue lanzado por WM Entertainment el 27 de abril de 2020 y distribuido por Sony Music Entertainment Korea. El álbum contiene cinco canciones, incluido el sencillo principal "Nonstop".

## Lista de canciones
| Nonstop |                         |                  |                                                                                  |                                                                                  |          |  |
| N.º     | Título                  | Letras           | Música                                                                           | Arreglos                                                                         | Duración |  |
| 1.      | «Nonstop (살짝 설렜어)» | Seo Ji-eum, Mimi | Steven Lee, Andreas Johansson, Laurell, Sebastian Thott                          | Sebastian Thott                                                                  | 3:22     |  |
| 2.      | «Dolphin»               | Seo Jung-ah      | Ryan S. Jhun, Celine Svanbäck, Chloe Latimer, Jeppe London, Lauritz Christiansen | Ryan S. Jhun, Celine Svanbäck, Chloe Latimer, Jeppe London, Lauritz Christiansen | 2:56     |  |
| 3.      | «Flower Tea (꽃차)»     | Seo Ji-eum       | Lee Joo-hyung (MonoTree), Mayu Wakisaka                                          | Lee Joo-hyung (MonoTree)                                                         | 4:19     |  |
| 4.      | «NE♡N»                  | Seo Ji-eum       | Maria Marcus, Freja Blomberg Jonsson                                             | Maria Marcus, Freja Blomberg Jonsson                                             | 3:14     |  |
| 5.      | «Krystal»               | Junebug          | Steven Lee, Joe Lawrence, Linda Quero                                            | Joe Lawrence                                                                     | 3:37     |  |
| 17:30   |                         |                  |                                                                                  |                                                                                  |          |  |

## Reconocimientos
| Canción   | Programa               | Fecha              | Ref.   |
| --------- | ---------------------- | ------------------ | ------ |
| "Nonstop" | The Show (SBS MTV)     | 5 de mayo de 2020  | [ 3 ]  |
| "Nonstop" | The Show (SBS MTV)     | 12 de mayo de 2020 | [ 4 ]  |
| "Nonstop" | Show Champion (MBC)    | 6 de mayo de 2020  | [ 5 ]  |
| "Nonstop" | M Countdown (Mnet)     | 7 de mayo de 2020  | [ 6 ]  |
| "Nonstop" | M Countdown (Mnet)     | 14 de mayo de 2020 | [ 7 ]  |
| "Nonstop" | Show! Music Core (MBC) | 9 de mayo de 2020  | [ 8 ]  |
| "Nonstop" | Inkigayo (SBS)         | 10 de mayo de 2020 | [ 9 ]  |
| "Nonstop" | Music Bank (KBS)       | 15 de mayo de 2020 | [ 10 ] |

## Posicionamiento en listas
| Lista (2020)               | Posición |
| -------------------------- | -------- |
| South Korean Albums (Gaon) | 3        |

| Canción   | Gráfico (2020)       | Posición pico |
| --------- | -------------------- | ------------- |
| "Nostop"  | Corea del Sur (Gaon) | 2             |
| "Dolphin" | Corea del Sur (Gaon) | 9             |

## Historial de lanzamiento
| Región        | Fecha               | Formato                     | Etiqueta                                         | Ref.   |
| ------------- | ------------------- | --------------------------- | ------------------------------------------------ | ------ |
| Mundo         | 27 de abril de 2020 | Descarga digital, streaming | WM Entertainment                                 | [ 13 ] |
| Corea del Sur | 27 de abril de 2020 | Descarga digital            | WM Entertainment, Sony Music Entertainment Korea | [ 13 ] |